# گوسکو
گوسکو رودی است در ترکیه که سرچشمه آن کوه توروس و پس از گذر از دشت‌های ترکیه، به مدیترانه می‌ریزد و طول آن ۲۶۰ کیلومتر (۱۶۰ مایل) است.